# Karola Ágai
Karola Ágai, auch Karola Ágay, (* 30. März 1927 in Budapest; † 22. Februar 2010 ebenda) war eine ungarische Opernsängerin im Stimmfach Dramatischer Koloratursopran.

## Leben
Karola Ágai erhielt privaten Gesangsunterricht  bei Olga Révhegyi. Von 1953 bis 1955 war sie Mitglied im Chor des Ungarischen Rundfunks. Von 1955 bis 1957 war sie Gesangssolistin im Vokalensemble der Ungarischen Volksarmee (Honvéd Művészegyüttes).
Ihr Debüt als Opernsängerin erfolgte 1955 an der Ungarischen Staatsoper in Budapest als Königin der Nacht in der Oper Die Zauberflöte von Wolfgang Amadeus Mozart. 1957 wurde sie als festes Ensemblemitglied an die Ungarische Staatsoper verpflichtet. Dort trat sie bis Anfang der 1980er Jahre regelmäßig auf. 1992 wurde sie zum Ehrenmitglied der Ungarischen Staatsoper ernannt.
Ágai wurde vor allem als dramatische Koloratursopranistin bekannt. Zu ihren wichtigsten Opernrollen in diesem Stimmfach gehörten: Die Königin der Nacht in Die Zauberflöte, Konstanze in Die Entführung aus dem Serail, die Titelrolle in Lucia di Lammermoor, Donna Fiorilla in Il turco in Italia,  Gilda in Rigoletto und Zerbinetta in Ariadne auf Naxos. Sie übernahm außerdem Rollen im lyrisch-dramatischen Koloraturfach, unter anderem die Fiordiligi in Così fan tutte und die Violetta in La traviata. Im lyrischen Sopranfach sang sie die Susanna in Le nozze di Figaro. Weitere Rollen Ágais waren Alice Ford in Falstaff, die Marguerite in Faust, die Königin Schemacha in Der goldene Hahn, Titania in A Midsummer Night's Dream. Im ungarischen Repertoire sang sie die Melinda in der Oper Bánk bán von Ferenc Erkel, außerdem die Rollen der Erzsébet Szilágyi und der Mária Gara in Hunyadi László.
Ágai gastierte als Koloratursängerin an der Berliner Staatsoper, an der Hamburger Staatsoper, an der Wiener Volksoper, bei der Wexford Festival Opera (1964 als Lucia di Lammermoor), an der Metropolitan Opera (1969 als Lucia di Lammermoor) und am Bolschoi-Theater (1973) in Moskau.
Sie übernahm auch Rollen in Operetten (Rosalinde in Die Fledermaus, Titelrolle in Gräfin Mariza). Ágai war auch als Konzertsängerin und Liedsängerin tätig, sie sang Oratorien und insbesondere immer wieder Lieder von Béla Bartók und Zoltán Kodály. Häufig gab sie Konzerte gemeinsam mit ihrem Mann, dem Gitarrenvirtuosen László Szendrey-Karper.
Für ihre künstlerischen Verdienste wurde Karola Ágai mehrfach ausgezeichnet. 2009 erhielt sie den Kossuth-Preis.
Im deutschen Sprachraum trat Karola Ágai auch unter dem Namen Karola Ágay auf.